# GROOVE TRAIN 9to0
GROOVE TRAIN 9to0（グルーヴ・トレイン・ナイン・トゥ・ゼロ）とは、CROSS FMが、1998年4月10日から2002年3月29日まで放送していたラジオ番組。毎週金曜日の21:00～24:00(JST)、北九州市にある本社第1スタジオから放送されていた。ナビゲーターはMASAKIが務めた。2011年4月から2014年3月まで「Groove Train」として9年ぶりに復活していた。

## 概要
- 週末気分を盛り上げるダンス・ミュージック・プログラムとしてスタート。
- 番組開始当初はクラブDJによるノンストップ・ミックスなども紹介されていたが、その後リスナー参加型のコーナーも新設され、リスナーのリクエストにも応えるようになった。
- この番組では決まったオープニングテーマ、エンディングテーマはなく、番組開始と同時に楽曲が放送され、最後の曲を聴きながら番組が終了していた。但し、各コーナーでは決まったBGMが流された。

## ナビゲーター
- MASAKI

同局では「NIGHTMARE MONDAY」に続く番組担当であった。福岡市内でクラブDJをやっていることもあって、そのスキルが番組にも反映されていた。

## 放送されていたコーナー
- JRA SOUNDTRACKS（1998年4月-2001年9月 22:00～22:30）

前番組「BUZZ DRIVE」から引き継いだコーナー。スポンサーはJRA日本中央競馬会。
毎週JRAの各競馬場で行われた重賞競走の結果や展望などを、最新のJ-POPソングと織り交ぜて紹介。特に小倉競馬場で開催される競走やイヴェントを重点的に紹介した。
「BUZZ DRIVE」同様、1999年3月までは中島ヒロトがこのコーナーのみナビゲーターを務めていた（このコーナーのみ録音で放送）が、1999年4月よりMASAKIにバトンタッチされた（もちろん生放送）。
2001年10月からは「RADIO GONG SHOW」の中で放送された。
- KYUSYU COUNTDOWN GROOVE（1999年4月-2001年3月 22:35～23:30）

「BRAVO CALLIN'」から引き継いだコーナーであり、福岡県内のクラブで支持されているダンス・ミュージック上位20曲をカウントダウン形式で紹介した。
リスナーからは毎週1位の曲を予想してもらい、その予想を電話、FAX、Eメールで募集、毎週正解者の中から1人に10,000円分のCDギフト券をプレゼントした。
このコーナーは2001年春の番組改編で毎週土曜日17:00-18:00の独立番組となり、引き続きMASAKIが担当したが、半年後の同年秋の番組改編で終了した。
- リミテッド・エディション（2001年4月-2002年3月 21:45～23:40までの中で）

毎週発表されるテーマに基づいてリスナーからリクエストを募り、その中から楽曲を放送した。
- アーバン・ナイト （1999年4月-2002年3月 23:40～24:00）

バラード調のラブソング3〜4曲を続けて放送。最後の曲を聴きながら番組が終了した。
一時期「エッチタイム」というコーナータイトルで放送されていた。

## エピソードなど
- この番組の定番文句は「どうか乗り遅れないように！」。他の番組ナビゲーターがMASAKIのことを話す際にこのセリフを言っていた程、MASAKIの代名詞になっていた。（例：『「どうか乗り遅れないように！」のMASAKI 』など）また、MASAKIのモノマネでこのセリフを言うナビゲーターもいた。
- この番組と、前の番組「RADIO SONIC」が共同企画したクラブイヴェント「SONIC GROOVE」が、福岡市と北九州市でそれぞれ1回ずつ開催された。MASAKIと「RADIO SONIC」ナビゲーターの中島ヒロト、「ELE-TOPIA」ナビゲーターの木本和久3人がターンテーブルを回し、「RADIO SONIC」ナビゲーターの鈴木麻由も出演した。
- 2000年9月1日にCROSS FMが開局7周年を迎えるため、その前夜祭企画として2000年8月30日27:00-29:00（正確には8月31日3:00-5:00）の「MIDNIGHT WALK」で「7TH ANNIVERSARY 前夜祭」を放送、MASAKIやスタッフが制作したノンストップミックスを放送した。この放送の際リスナーからのメッセージを募集したが、そのメールアドレスはこの番組のアドレスが使用された。